# Jean-Marie Vanlerenberghe
Pour les articles homonymes, voir Vanlerenberghe.
Jean-Marie Vanlerenberghe, né le 29 mars 1939 à Bully-les-Mines (Pas-de-Calais), est un homme politique français.
Ancien vice-président du Mouvement démocrate (MoDem), sénateur du Pas-de-Calais depuis 2001, il est le doyen du Sénat depuis le 30 septembre 2019.

## Biographie
Ingénieur de l’Institut catholique d'arts et métiers (ICAM Lille) et diplômé du Centre des hautes études de la construction, il travaille d’abord dans le BTP et de 1964 à 1974 à Arras chez Rhône-Poulenc-Textile ainsi qu’au Centre des études supérieures industrielles (CESI Arras).
De 1981 à 1986, il dirige la fédération nationale du Crédit mutuel agricole et rural (CMAR) à Paris et de 1990 à 1993, le groupe CAPFOR (conseil en développement d’entreprises et ressources humaines).
Maire de la commune d'Arras à partir de juin 1995, il a été élu sénateur UDF le 23 septembre 2001, réélu le 25 septembre 2011. Il est vice-président de la commission des Affaires sociales et siège au sein du  groupe Union des démocrates et indépendants – Union centriste (UDI-UC).
Fin 2007, il participe à la création du MoDem de François Bayrou dont il est vice-président et membre du shadow cabinet, responsable des affaires sociales, du travail et des retraites.
Il est réélu en 2008 maire d'Arras avec 51,24 % des voix au premier tour avec le ralliement d'un ancien conseiller municipal communiste et deux adhérents du parti socialiste à Arras. Le 14 novembre 2011, il démissionne de ce mandat au profit de son successeur Frédéric Leturque. Il est réélu président de la communauté urbaine d'Arras le 4 avril 2008 et en démissionne en 2011.
Il rejoint l'UDI à sa création en septembre 2012.
Il soutient Alain Juppé pour la primaire française de la droite et du centre de 2016, puis parraine Emmanuel Macron pour l'élection présidentielle de 2017.
En 2017, sa fille Isabelle Florennes, qui a été son assistante parlementaire pendant douze ans, est élue députée dans les Hauts-de-Seine avec l'étiquette MoDem. En septembre de la même année, il est réélu sénateur avec l'étiquette LREM, dont il conduit la liste aux élections sénatoriales dans le Pas-de-Calais.
Il est doyen du Sénat depuis la démission de Charles Revet, le 30 septembre 2019. Il préside en cette qualité, le 1er octobre 2020, la séance d'élection du président du Sénat.
Il est le frère aîné de Pierre Vanlerenberghe qui a été dirigeant de la CFDT.
Il se réclame, au Sénat, de la majorité de Gérard Larcher (LR), le président du Sénat, bien qu’il ait soutenu Emmanuel Macron en 2017 et en 2022. Âgé de 84 ans lors des élections sénatoriales de 2023, il est le doyen des 1 829 candidats. Réélu pour un quatrième mandat, il voit sa fille, Isabelle Florennes, être également élue sénatrice pour le MoDem sur la liste conduite par Hervé Marseille dans les Hauts-de-Seine.
Le 18 juin 2025, il annonce son intention de démissionner de son mandat de sénateur le 31 août, laissant ainsi son siège à l'ancienne ministre Brigitte Bourguignon.

## Détail des mandats et fonctions

### Au Parlement
- Sénateur du Pas-de-Calais (depuis 2001)
- Député européen (1986-1989 et 1993-1994)

### Au niveau local
- Conseiller municipal d'Arras
- Conseiller communautaire de la communauté urbaine d'Arras
- Maire d'Arras (1995-2011)
- Président de la communauté urbaine d'Arras
- Conseiller régional du Nord-Pas-de-Calais

### Autres
- Membre de la délégation parlementaire pour l'Union européenne
- Membre de l'Office parlementaire d'évaluation des politiques de santé